# Émile Wickersheimer
Charles Émile Wickersheimer, né le 22 février 1849 à Strasbourg (Bas-Rhin) et mort le 18 novembre 1915 au Vésinet (Yvelines), est un homme politique français.

## Biographie

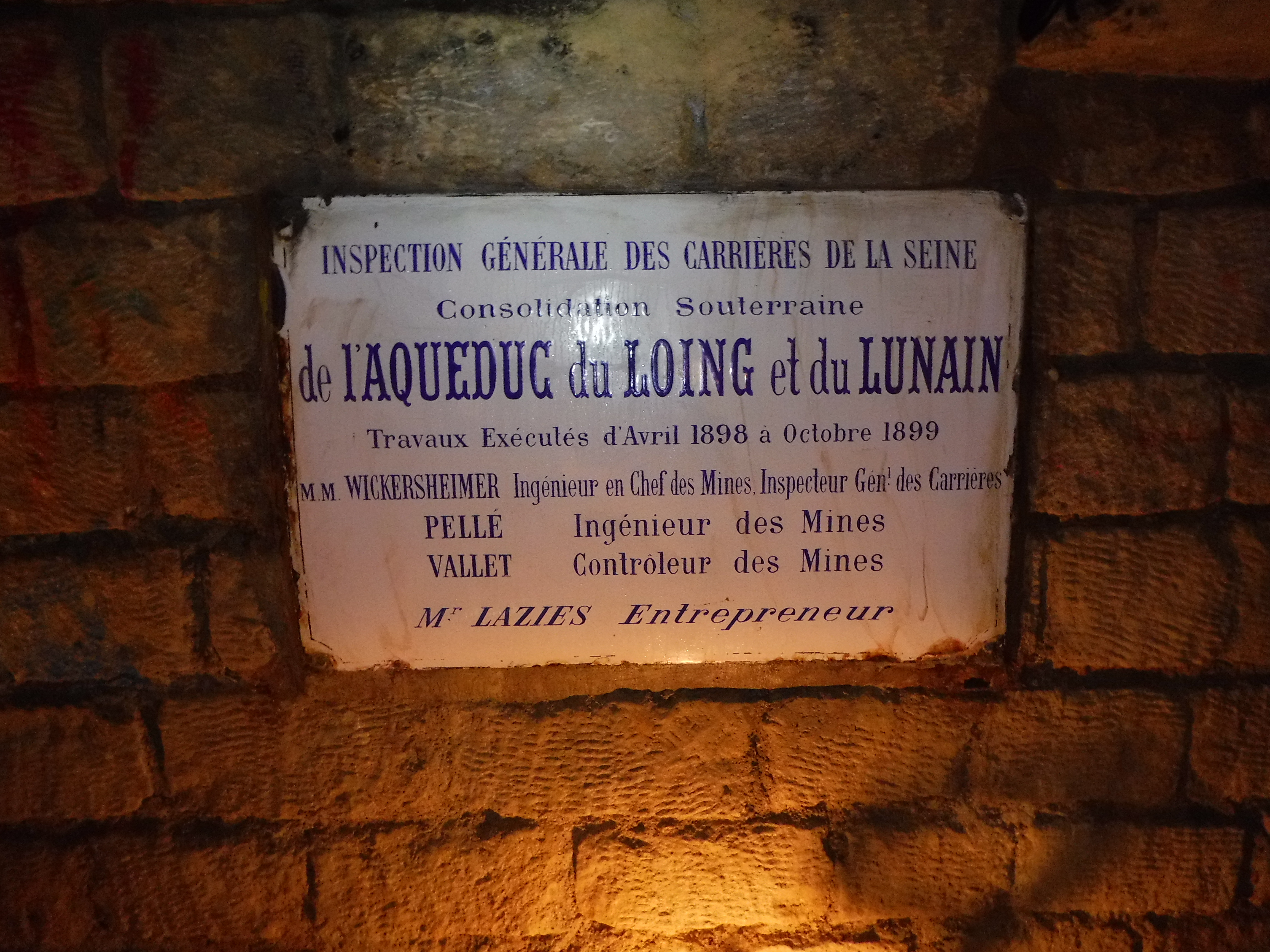
Plaque émaillée dans les carrières souterraines du sud de Paris, commémorant la consolidation des fondations de l'aqueduc du Loing et du Lunain par l'IGC sous la direction d'Émile Wickersheimer

Ancien élève de l'école polytechnique et de l'école des Mines, il est nommé ingénieur à Carcassonne. conseiller municipal, administrateur des hospices, il est député de l'Aude de 1885 à 1889, siégeant avec le groupe de la Gauche radicale. Battu en 1889, il retrouve un siège de député dans l'Ariège en 1893, lors d'une élection partielle, mais est battu lors du renouvellement général, quelques mois plus tard.
Il est Inspecteur générale des carrières de 1896 à 1907. Il est notamment chargé de réaliser des confortations des fondations souterraines de l'aqueduc du Loing et du Lunain, qui passe sous la route nationale 20, à Cachan.